# Пикуи
Пикуи (порт. Picuí)  —  муниципалитет в Бразилии, входит в штат Параиба. Составная часть мезорегиона Борборема. Входит в экономико-статистический  микрорегион Серидо-Ориентал-Параибану. Население составляет 18 987 человек на 2006 год. Занимает площадь 665,570 км². Плотность населения — 28,5 чел./км².

## Статистика
- Валовой внутренний продукт на 2003 год составляет 37 021 017,00 реалов (данные: Бразильский институт географии и статистики).
- Валовой внутренний продукт на душу населения на 2003 год составляет 2002,54 реалов (данные: Бразильский институт географии и статистики).
- Индекс развития человеческого потенциала на 2000 год составляет 0,606 (данные: Программа развития ООН).